# Martin Schütz
Martin Schütz (1954) is een Zwitserse jazzcellist, -componist en film- en theatermuzikant.

## Biografie
Na zijn opleiding tot klassiek cellist richtte Schütz zich op jazz en improvisatie. Vanaf het midden van de jaren 1980 raakte hij geïnteresseerd in elektrisch versterkte muziek en in de elektronische verandering van het cello-geluid. Dit leidde tot de constructie van de elektrische 5-snarige cello, die zijn belangrijkste instrument werd. Schütz werkte herhaaldelijk samen met Butch Morris en Shelley Hirsch en speelde in een trio met Barre Phillips en Hans Burgener, maar ook met Paul Lovens, Stephan Wittwer en Werner Lüdi, met Manuel Mengis, Marco Käppeli, met Saadet Türköz en met Lucas Niggli. Sinds 1990 werkt hij regelmatig in een trio met Hans Koch en Fredy Studer, soms ook met muzikanten uit andere culturen, bijvoorbeeld met de El Nil Troop uit Egypte (Heavy Cairo Traffic), met DJ's uit New York (Roots & Wires) en met de dichter Christian Uetz.
Schütz werkte de afgelopen jaren ook als componist en live muzikant in het theater (o.a. met de regisseurs Luc Bondy, Christoph Marthaler en Ruedi Häusermann in Zürich, Hamburg, Berlijn, Wenen en München) en voor dansvoorstellingen (o.a. voor Anna Huber). Hij schrijft ook muziek voor hoorspelen (onder meer voor Erik Altorfer) en voor films (onder meer voor Peter Liechti, Dieter Gränicher en Tobias Ineichen).

## Privéleven
Schütz woont in Biel/Bienne.

## Onderscheidingen
- 2011: Muziekprijs van het Kanton Bern